# Фриц Хохвелдер
Фриц Хохвелдер (на немски: Fritz Hochwälder) е австрийски драматург от еврейски произход.

## Биография
Фриц Хохвелдер е роден през 1911 г. във Виена. Изучава при баща си занаята на тапицер, но като самоук добива образование по история и политология и се ангажира политически с младежката организация на Социалдемократическата партия на Австрия.
Първата му трагедия „Година“ („Jehr“) е поставена през 1932 г. във виенския театър „Камершпиле“.
През август 1938 г., след Аншлуса на Австрия, Хохвелдер като евреин и привърженик на левицата е принуден да емигрира. Успява неразпознат да премине от Виена до Форарлберг и оттам, преплувайки Рейн, да стигне до Швейцария. Там е интерниран за известно време, но задължен от законите за професионално бездействие, превръща писателското си хоби в основно занимание.
Най-пълноценният творчески период за Хохвелдер са 50-те години, в които той става основен драматург на виенския Императорски театър (Burgtheater), а неговите добре изградени, вълнуващи пиеси с историко-политически подтекст се играят с успех и в чужбина.

### Пиеси
- Jehr, 1932
- Liebe in Florenz, 1939
- Esther, 1940

Естер, изд.: Black Flamingo, София (2013), прев. Владко Мурдаров
- Das heilige Experiment, 1942

Свещеният експеримент, изд.: Black Flamingo, София (2013), прев. Владко Мурдаров
- Casa Speranza, 1943
- Hotel du Commerce, 1943
- Der Flüchtling, 1944/45
- Die verschleierte Frau, 1946
- Meier Helmbrecht, 1946
- Der öffentliche Ankläger, 1947
- Virginia, 1948
- Donadieu, 1953
- Die Herberge, 1955
- Der Unschuldige, 1956
- Donnerstag, 1959
- Schicksalskomödie, 1960
- Der verschwundene Mond, 1961
- 1003, 1964

Хиляда и три, изд.: Black Flamingo, София (2013), прев. Владко Мурдаров
- Der Himbeerpflücker, 1965

Берачът на малини, изд.: Black Flamingo, София (2013), прев. Владко Мурдаров
- Der Befehl, 1967
- Lazaretti oder Der Säbeltiger, 1975

### Есеистика
- Im Wechsel der Zeiten, 1980

## Награди и отличия
- 1955: „Литературна награда на Виена“
- 1956: „Награда Франц Грилпарцер“
- 1962: „Награда Антон Вилдганс“
- 1966: „Голяма австрийска държавна награда за литература“
- 1971: Österreichisches Ehrenkreuz für Wissenschaft und Kunst
- 1972: Ehrenring der Stadt Wien
- 1979: „Награда Франц Теодор Чокор“
- 1980: Österreichisches Ehrenzeichen für Wissenschaft und Kunst